# Panic in the Streets
Panic in the Streets és una pel·lícula de cinema negre estatunidenca del 1950 dirigida per Elia Kazan. Va ser rodada exclusivament a Nova Orleans, Louisiana, i compta amb nombrosos ciutadans de Nova Orleans en papers parlants i no parlants.
La pel·lícula explica la història del tinent comandant Clinton Reed, un oficial del Servei de Salut Pública dels Estats Units (interpretat per Richard Widmark) i un capità de policia (Paul Douglas) que només tenen un dia o dos per prevenir una epidèmia de pesta pneumònica després que Reed determini que una víctima d'homicidi a la vora del mar és un cas índex. Entre els coprotagonistes hi ha Barbara Bel Geddes (com a l'esposa de Reed, Nancy), Jack Palance (en el seu debut cinematogràfic) i Zero Mostelm aquests dos últims companys de teatre de la víctima que havia impulsat la investigació. La pel·lícula també va ser el debut de Tommy Rettig, que va interpretar el fill dels Reeds.
La pel·lícula va ser llançada en DVD per 20th Century Fox com a part de la col·lecció Fox Film Noir, juntament amb Laura i Call Northside 777, el 15 de març de 2005.
La partitura va ser composta per Alfred Newman.
La pel·lícula es va anomenar originalment Port of Entry, posteriorment Outbreak i, finalment, Panic in the Streets.

## Argument
Després de barallar-se per un joc de cartes a la zona del moll de Nova Orleans, un home anomenat Kochak, que pateix visiblement una malaltia semblant a la grip, és assassinat pel gàngster Blackie i els seus dos sicaris, el cosí de Kochak Poldi i un home anomenat Fitch. Deixen el cos als molls, i més tard, quan el mort, que no porta cap identificació, és portat a la morgue, el forense sospita dels bacteris presents a la seva sang i crida al tinent comandant Clinton Reed, metge i oficial dels cossos comissionats del Servei de Salut Pública dels Estats Units. Reed està gaudint d'un rar dia lliure amb la seva dona Nancy i el seu fill Tommy, però decideix inspeccionar el cos.
Després d'un examen acurat, determina que Kochak tenia "pesta pneumònica", la versió pulmonar de la pesta bubònica. Reed entra en acció, insistint que tothom que va entrar en contacte amb el cos sigui inoculat. També ordena que es determini la identitat del mort, així com les seves anades i tornades durant els dies anteriors. Reed es reuneix amb gent de l'alcaldia, el comissari de policia i altres funcionaris de la ciutat, però es mostren escèptics amb les seves afirmacions. Finalment, però, les seves súpliques apassionades els convencen que tenen quaranta-vuit hores per salvar Nova Orleans de la pesta. Reed també ha de convèncer el capità de policia Tom Warren i els altres que no s'ha d'avisar a la premsa, perquè l'informe d'una plaga propagaria el pànic massiu.

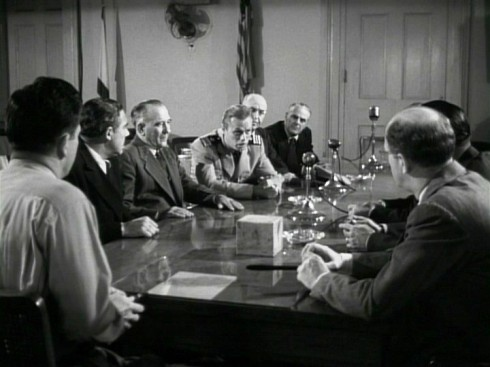
El grup discuteix com tractar la seguretat pública.

Warren i els seus homes comencen a entrevistar immigrants eslaus, ja que s'ha determinat que el cos pot ser d'armenis, txecs o de sang mixta. Abocat pel coneixement que la investigació massiva té poques possibilitats d'èxit, Reed acusa Warren de no prendre's l'amenaça prou seriosament. Al seu torn, Warren admet que creu que Reed és ambiciós i que intenta aprofitar la situació per millorar la seva carrera. Reed, enfadat, decideix actuar pel seu compte i, amb la intuïció que l'home podria haver entrat il·legalment al port de la ciutat, va a la sala de contractació fr ls Unió Marítima Nacional i repartiu còpies de la imatge del mort. Encara que els treballadors li diuen a Reed que els mariners no parlen mai, va a una cafeteria del costat amb l'esperança que algú el trobi amb una propina. Finalment apareix una dona jove i porta a Reed a veure el seu amic Charlie, que admet de mala gana que treballava a bord del vaixell, el Nile Queen, sobre el qual va passar de contraban l'home que ja estava malalt.
Mentrestant, Fitch, que va ser interrogat per Warren però que va afirmar no saber res, va a Blackie i l'adverteix sobre la investigació. Blackie planeja sortir de la ciutat, però comença a sospitar que el seu companyó Poldi va rebre mercaderies de contraban cars de Kochak, explicant la intensa investigació de la policia sobre l'assassinat de l'home. Reed i Warren, que ara està convençut de la integritat de Reed, van a la Nile Queen i convencen a la tripulació perquè parli dient-los que moriran si el malalt era realment al seu vaixell. Després de portar un cuiner malalt de la bodega, els mariners permeten que Reed i Warren els inoculin i els interroguin, revelant en el procés que Kochak va embarcar a Orà i li agradava el Şiş kebap. Amb aquest avantatge, Reed i Warren investiguen els restaurants grecs de la ciutat, i just després de sortir d'un d'aquests establiments, Blackie arriba per conèixer en Poldi, que està molt malalt. Poc temps després, Reed rep la notícia que una dona, Rita, ha mort de febre i s'adona que era la dona del propietari del restaurant grec John Mefaris, que abans havia mentit sobre haver servit Kochak.
Reed torna a la seu per descobrir que un reporter amenaça amb revelar la història que un bacteri patògen està posant en perill la ciutat. Reed queda impressionat quan el Warren, profundament compromès però poc ortodox, tanca el periodista a la presó per mantenir-lo en silenci. A última hora del vespre, un Reed assetjat torna a casa per prendre una tassa de cafè i la seva dona anuncia que està embarassada. Aleshores intenta restaurar la confiança en si mateix del seu marit. Unes hores més tard, Reed i Warren s'assabenten que l'alcalde està enfadat pel tracte amb el periodista. El periodista, que ha estat alliberat, anuncia que la història apareixerà al diari del matí d'aquí a quatre hores, donant poc temps a Reed i Warren per trobar el seu home. Mentrestant, Blackie va a l'habitació d'en Poldi i intenta obligar-lo a revelar informació sobre algunes mercaderies de contraban, però Poldi moribund està deliriant i només despotrica sense sentit. Llavors Blackie porta el seu propi metge i li diu a l'àvia de Poldi que el cuidaran. Just aleshores, Reed, després d'haver estat avisat per la infermera que s'encarregava de Poldi, arriba, i Blackie i Fitch, que porten a Poldi per les escales, llancen l'home pel costat i fugen. Reed persegueix els dos fins als molls, on intenta explicar-los sobre la plaga. Els homes corren desesperats per dipòsits, molls i un magatzem, i en un moment donat, Warren dispara i insulta en Blackie, impedint-li disparar a Reed. En Blackie dispara accidentalment en Fitch i després intenta anar cap a un vaixell però, esgotat, no pot passar de la línia d'amarratge, i cau a l'aigua. Finalment, la seva feina acabada, Reed es dirigeix cap a casa i, de camí, Warren s'ofereix a donar-li part del perfum de contraban que en Poldi havia rebut de Kochak. Mentre la ràdio anuncia la resolució de la crisi, una orgullosa Nancy saluda el seu marit.

## Repartiment
- Richard Widmark com el tinent comandant "Clint" Reed, M.D.
- Paul Douglas com el capità de policia Tom Warren
- Barbara Bel Geddes com a Nancy Reed
- Jack Palance (com a "Walter Jack Palance") com a Blackie
- Zero Mostel com a Raymond Fitch
- Alexis Minotis com a John Mefaris, propietari d'un restaurant grec
- Dan Riss com a Neff, reporter del diari
- Guy Thonajan com a Poldi, el secuaç de Blackie
- Tommy Rettig com a Tommy Reed
- Tommy Cook com a Vince Poldi, germà petit
- Pat Walshe com ell mateix (sense acreditar)

## Preproducció
La producció de Panic in the Streets va patir diverses rondes d'edicions amb l'esforç de complir el Codi de producció de pel·lícules (Codi Hays). Originalment titulat Port of Entry, el guió temporal de la pel·lícula va ser enviat l'11 de novembre de 1949 a Joseph Breen, el censor de pel·lícules amb la Motion Picture Producers and Distributors of America que va aplicar el codi de producció a la producció de la pel·lícula. El mateix Joseph Breen va indicar en fils de cartes amb el Coronel Jason S. Joy, el director de relacions públiques de la 20th Century Fox, el canvis necessaris per al guió. Es van fer suggeriments com "Violet no ha de suggerir una prostituta", "Suposem que no hi haurà cap suggeriment que l'agent de policia sigui assassinat" i "L'escena de la caiguda de Martínez i el matalàs no hauria de ser massa horriblement realista". El 20 de desembre de 1949, a la carta de Joy responent al suggeriment de Breen, la pel·lícula havia estat rebatejada com a Outbreak. El contingut sensible de la pel·lícula, especialment les escenes assenyalades per Breen, no es van canviar completament fins després d'un parell de cartes d'anada i tornada que van durar uns 3 mesos. Finalment, la pel·lícula va rebre el nom de Panic in the Streets en la versió final de la sinopsi el 8 de març de 1950. Aprovada per l'Administració del Codi de Producció (PCA) el 14 de març de 1950, la pel·lícula va entrar oficialment a l'etapa de producció.

## Recepció

### Taquilla
La pel·lícula no va poder recuperar els seus costos a la taquilla i Darryl F. Zanuck va culpar en part del rodatge d'ubicacions. Va pensar que si la pel·lícula s'hagués fet per 850.000 dòlars hauria estat rendible.

### Resposta crítica
The New York Times va donar a la pel·lícula una crítica mixta i va escriure: "Tot i que es presenta de manera emocionant, Panic in the Streets falla la marca com a melodrama superior perquè no ho és sense exageració òbvia, de vegades molesta, que exigeix més indulgència del que alguns espectadors poden estar disposats a aportar, però hi ha una qualitat elèctrica al clímax escenificat en un magatzem al passeig marítim de Nova Orleans que hauria de compensar les molèsties menors que surten espasmòdicament a la superfície. a Panic in the Streets."
A la revista Variety li va agradar la pel·lícula i va escriure: "Aquesta és un melodrama de persecució per sobre de la mitjana. Amb un guió i una direcció estrets, es refereix als intents reeixits de capturar una parella de delinqüents, que són portadors de gèrmens, per tal d'evitar una plaga i el pànic a una gran ciutat. L'angle de la plaga és una mica incidental amb el tema de policies i lladres... Hi ha acció viva, bons tocs humans i alguns moments estranys. Jack Palance ofereix una actuació nítida."
El crític de cinema de Nova Orleans David Lee Simmons va escriure el 2005: "Els elements del cinema negre provenen de l'ús durant la postguerra a la pel·lícula de les tècniques del cinema expressionista alemany i neorealisme italià. Kazan admirava com els expressionistes utilitzaven la il·luminació clarobscur per augmentar l'emoció, i es va relacionar amb les representacions neorealistes del cinéma vérité d'aquells que vivien al marge de la societat, una oportunitat per explorar aquests estils més a fons experimentant amb la cinematografia i fent càsting amb persones reals. Dana Andrews, Gregory Peck i Ethel Barrymore, Kazan volia anar en la direcció contrària. Per adaptar-se a les necessitats d'aquesta imatge i el seu nou enfocament, va reclutar no sols estrelles menors, sinó també alguns dels seus companys més durs de l'escena teatral de Nova York, i a més d'això diversos habitants de Nova Orleans amb diferents nivells d'experiència en actuació."
El lloc web d'agregació de ressenyes Rotten Tomatoes va recopilar retrospectivament 24 crítiques i va donar a la pel·lícula una puntuació del 96%, amb una puntuació mitjana de 7,46 sobre 10.

## Premis
Guanyador
- 11a Mostra Internacional de Cinema de Venècia: Premi Internacional, Elia Kazan; 1950.
- Premis Oscar: Oscar a la millor història, Edna Anhalt i Edward Anhalt; 1951.

Nominacions
- * Festival de Cinema de Venècia: Lleó d'Or, Elia Kazan; 1950.
- Writers Guild of America: Premi WGA, Millor drama nord-americà escrit, Richard Murphy; El premi Robert Meltzer (Guion que tracta amb més habilitat els problemes de l'escena nord-americana), Richard Murphy; 1951.